# Ixelles
Ixelles (en francés) o Elsene (en neerlandés) es uno de los diecinueve municipios de la Región de Bruselas-Capital en Bélgica.

## Geografía

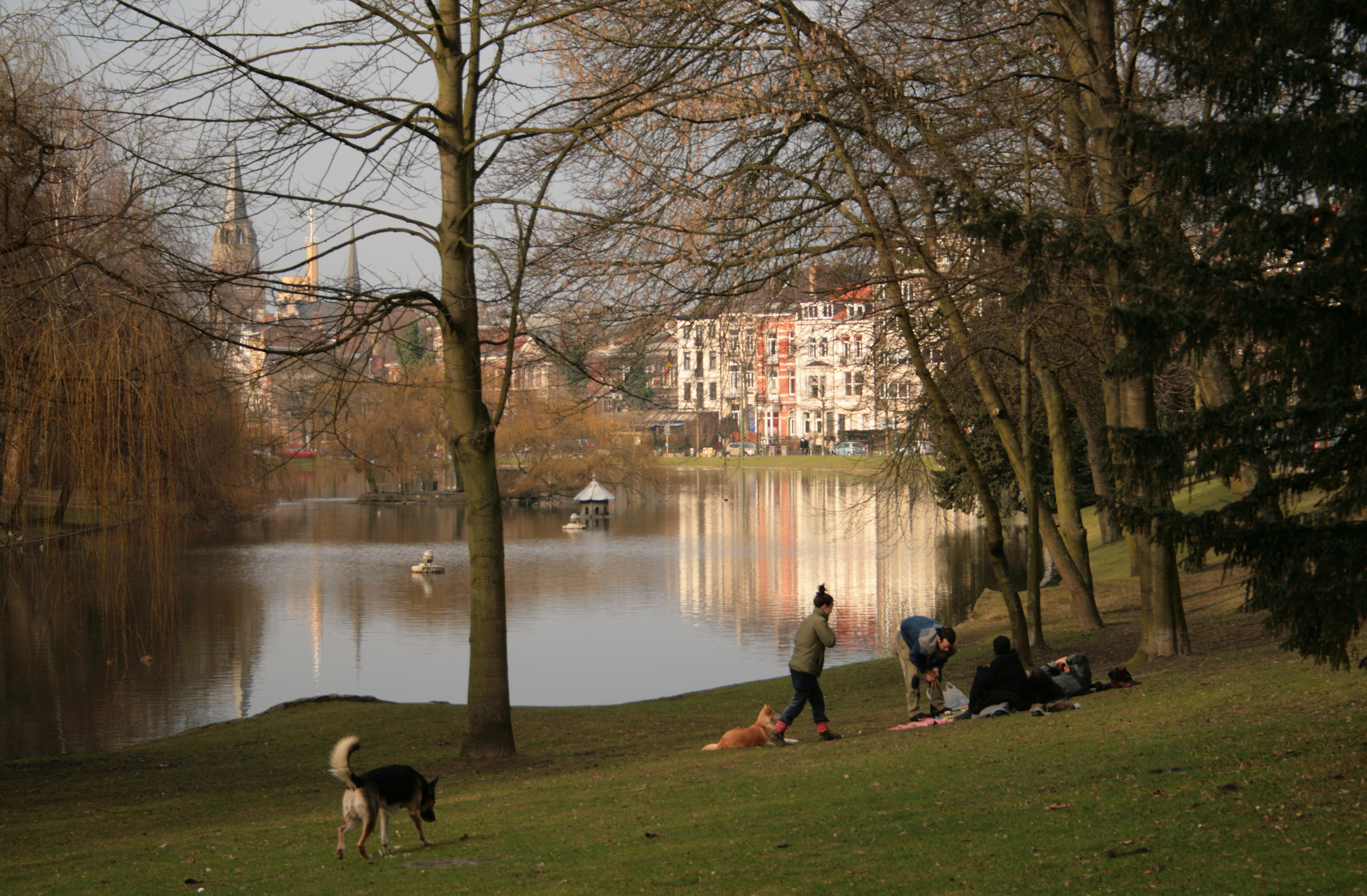
Les étangs d'Ixelles.

Ixelles o Elsene se encuentra situada al sur de Bruselas, y está dividida en dos partes por la avenida Louise, que es una parte del Municipio de Bruselas. en la parte occidental de la ciudad, la más pequeña, podemos encontrar la calle Bailli (francés: Rue du Bailli, neerlandés: Baljuwstraat), que se extiende desde la avenida Louise a la avenida Bruggman (francés: Avenue Brugmann, neerlandés: Brugmannlaan). En la parte este se encuentra la Universidad Libre de Bruselas.
La construcción de la avenida Louise se concibió en 1847 como una monumental avenida bordeada por castaños que permitiera un fácil acceso a la popular área de recreo de Bois de la Cambre, pero tuvo un fuerte rechazo por la población de Ixelles (entonces separada de la capital). Tras años de negociaciones, Bruselas finalmente anexionó los terrenos necesarios para su construcción en 1864 además del Bois de la Cambre. Esta decisión explica en parte la mala relación entre ambas ciudades en la actualidad.

## Historia

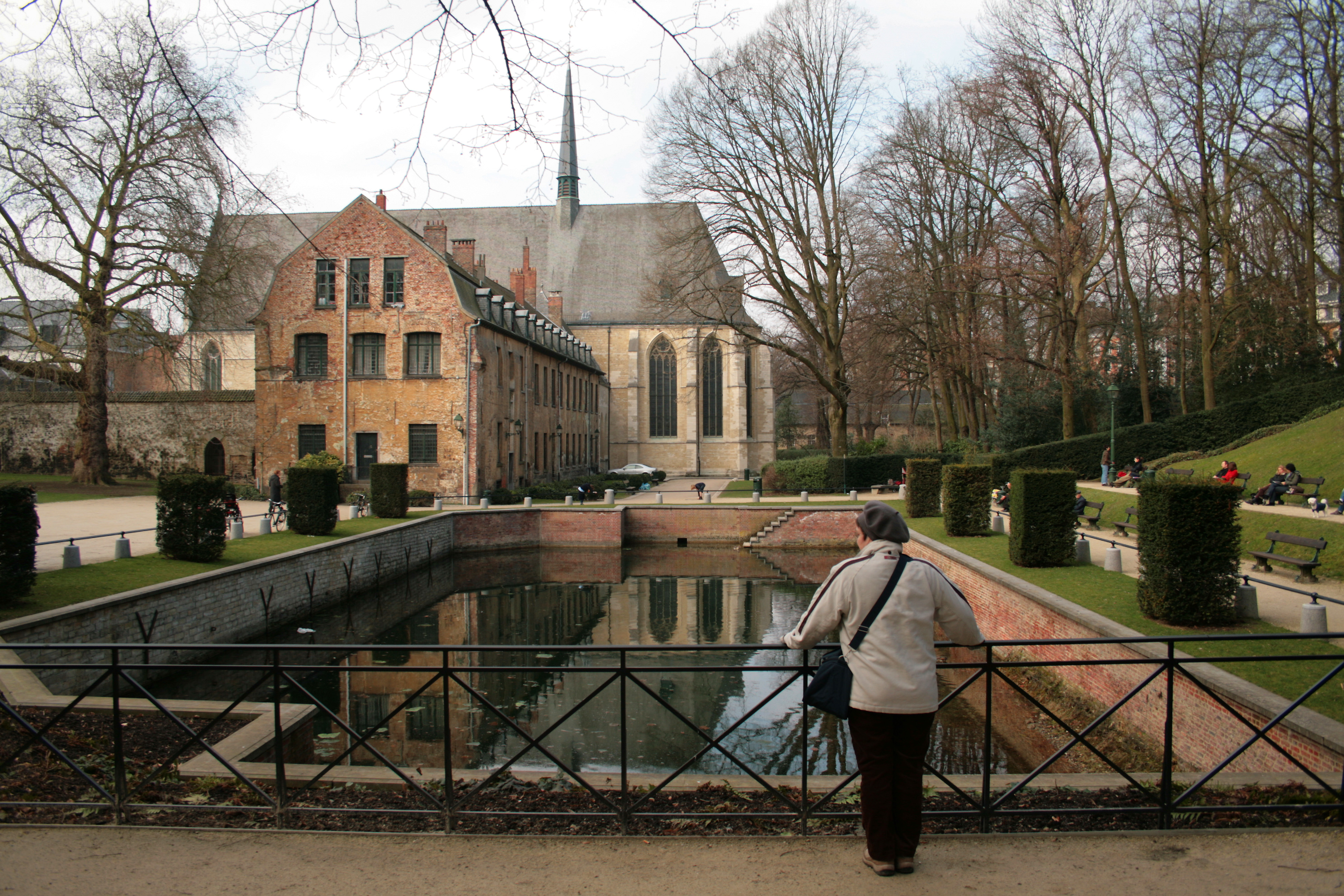
La Abadía de La Cambre.

Los orígenes de la villa se remontan a la fundación de la Abadía de La Cambre por un monje Benedictino en 1196. Estaba situada cerca del Bosque de Soignes. Fue consagrada por el Arzobispo de Cambrai poco después de su fundación. Bonifacio de Bruselas y Alicia de Schaarbeek fueron dos de sus más conocidos residentes en el siglo XIII.
Alrededor del año 1300, durante el reinado de Juan II de Brabante, se construyó un albergue para que los trabajadores del bosque pudieran comer. Poco después, una pequeña barriada y un par de capillas fueron construidas, incluida la iglesia de la Santa Cruz, dedicada al obispo de Cambrai en 1459.

### Antes de la Revolución
En 1478, las guerras entre Luis XI de Francia y Maximiliano I de Habsburgo llevaron la devastación a la abadía y a las áreas colindantes. En 1585 los españoles quemaron la mayoría de edificios de la zona para evitar que en ellos se refugiaran los calvinistas. La abadía fue restaurada en tiempos de Alberto de Austria e Isabel de Habsburgo, en 1599. A lo largo del siglo XVI se construyeron diversas casas solariegas y castillos, transfrmando la pequeña aldea en una ciudad. La pureza de las aguas de los estanques atrajeron a varias fábricas de cerveza, algunas de las cuales siguen en la zona hoy en día.

## Demografía
El 1 de enero de 2019 contaba con 86.876 habitantes. El área total sería de 6,34 km², lo que da una densidad de población de 13.702,84 habitantes por km². La ciudad está dividida en dos partes, una es conocida por su alta concentración de personas originarias de África, que se concentra principalmente en el barrio conocido como Matongé, el mismo nombre que un distrito de Kinshasa. El origen de este barrio data de 1950, cuando estudiantes procedentes del Congo Belga se instalaron en el mismo. La otra, conocida como "Étangs d'Ixelles" o Estanques de Ixelles en español, es una zona verde que rodea unos estanques hermosos, con casas recientemente renovadas y de estilo modernista. En Étangs d'Ixelles se encuentran varias residencias de embajadores. Es un barrio compuesto mayoritariamente de gente de clase alta.

### Evolución
Todos los datos históricos relativos al actual municipio, el siguiente gráfico refleja su evolución demográfica.
| Gráfica de evolución demográfica de Ixelles entre 1846 y 2020 |
|                                                               |

## Matongé
Ixelles es conocida en Bélgica por su importante comunidad de personas originarias de África. Esta población se concentra principalmente en las cercanías de Porte de Namur y a la zona se la conoce como Matongé o Matongué en honor a mercado y distrito comercial con el mismo nombre en Kalamu, Kinshasa. El núcleo de Matongé se formó a finales de la década de los 50 del siglo XX a través de la Maisaf (nombre abreviado de Maison Africaine o "Casa Africana") que servía como centro y residencia para estudiantes universitarios procedentes del Congo Belga. Tras la independencia congoleña, el distrito recibió a inmigrantes del nuevo país independiente que dieron al barrio un estilo parecido al Matongé original. Durante los años 60 y 70 del siglo XX, la zona era un popular lugar de encuentro de estudiantes y diplomáticos del Zaire. En aquellos años, a los residentes de Matongé se les conocía como "Belgicains".[cita requerida] . También hay residentes procedentes de otros países africanos como Ruanda, Burundi, Mali, Camerún, y Senegal.
Los famosas galerías comerciales, Galerie d'Ixelles y Galerie de la Porte de Namur se encuentran en el corazón de Matongé. Tanto en las galerías como en las calles aledañas se encuentra un importante número de tiendas especializadas de alimentación. El área es conocida por las tienda de ropa, zapatos, peluquerías, librerías, joyerías, etc. convirtiéndose en un punto comercial de primer orden en la capital belga. 
El barrio fue conocido a principios del siglo XXI por la violencia callejera de bandas africanas, en parte compuestas por niños soldados exiliados, como la Black Démolition. 
En la actualidad, con una fuerte inmigración procedentes de Estados miembros de la Unión Europea, América Latina, Pakistán e India, el barrio de Matongé es visto como un símbolo del multiculturalismo en Bélgica. Las autoridades locales, grupos vecinales y los residentes han logrado restablecer la seguridad de la zona y convertirla en un lugar seguro para visitar. 
Debido al envejecimiento de las construcciones el barro debe hacer frente a la presión expansiva del barrio europeo por un lado, y la Avenida Luisa por el otro.

## Cultura
En la fecha de 26 de mayo de 2005, en la Comuna de Ixelles y frente a la casa donde naciera el gran escritor argentino Julio Cortázar, se inauguró en su homenaje un busto de bronce del mismo, realizado por el artista Edmund Valladares para el monumento "Torito en el rincón de Cortázar", que fuera instalado en 1995 frente al Museo Nacional de Bellas Artes de Buenos Aires. 
Dicho proyecto estuvo a cargo del escritor Horacio Bauer para la Fundación Mercantil con el auspicio de la Unesco. Ahora esta cabeza en bronce de Cortázar se emplaza en el Quartier Ixelles, en la Avenue Lepoutre, en el centro de un hermoso parque. Se decidió este lugar ya que está ubicado frente a la casa en la que nació, gracias al auspicio del Instituto Nacional de Cine y Artes Audiovisuales de la República Argentina.
Este regreso de Cortázar a su lugar de nacimiento también se debe al esfuerzo realizado durante largos meses por el embajador argentino en Bélgica Guillermo Jacovella y el cónsul Claudio Rojo, quienes gestionaron frente al burgomaestre del municipio de Ixelles, Willy Decourty, quien realizó un esfuerzo especial para ubicar este monumento de 200 kilos de bronce sobre un pedestal de piedra, de acuerdo con el diseño del autor.
En dicha ceremonia estuvieron presentes autoridades de esa ciudad, intelectuales de Europa y Argentina, con una invitación especial a Aurora Bernárdez (1920-2014), viuda de Cortázar, quien ya estuviera en Buenos Aires para la inauguración del monumento en el Museo de Arte Moderno. También participó el artista Edmund Valladares, entre otros, todos ellos invitados por el embajador argentino Guillermo Jacovella y las autoridades de esa ciudad de Bélgica.

### Personajes relevantes de Ixelles
Personajes célebres nacidos en Ixelles:
- Julio Cortázar, escritor argentino.
- Camille Lemonnier, escritor y poeta.
- Emile Vandervelde, estadista.
- Auguste Perret, arquitecto.
- Jacques Feyder, guionista y director de cine.
- Michel de Ghelderode, vanguardista.
- Léon Joseph Suenens, cardenal católico.
- Agnès Varda, directora de cine (n. 1928-2019)
- Audrey Hepburn, actriz (n. 1929-1993)
- Michel Regnier, dibujante de cómics
- Jacky Ickx, piloto de múltiples categorías automovilísticas (n. 1945)
- Jaco Van Dormael, guionista y director de cine (n. 1957)
- Pierre Kolp, compositor (n. 1969)
- Natacha Régnier, actriz (n. 1974)
- Yannick Ferreira Carrasco, futbolista (n. 1993)
- Monique Van Dierdonck Paquet, mejor amama y escondedora de huevos (n. 1937)

## Ciudades hermanadas
- Biarritz, Aquitania, Francia (desde 1958).
- Kalamu, Kinsasa, República Democrática de Congo (desde 2003).
- Zababdeh, Palestina (desde 2003).
- Megido, Israel (suspendido en 2024 debido a los crímenes israelíes en Gaza y Cisjordania)